# Joel Mumbongo
Joel Mumbongo, född 9 januari 1999 i Göteborg, är en svensk fotbollsspelare som spelar för Dumbarton.

## Karriär
I september 2018 värvades Mumbongo av italienska Serie B-klubben Hellas Verona, där han främst var tänkt för spel i klubbens U19-lag. I oktober 2019 värvades Mumbongo av Burnley, trots att han vid tillfället var knäskadad. I januari 2020 förlängde Mumbongo sitt kontrakt i klubben med ett och ett halvt år. Mumbongo gjorde sin Premier League-debut den 31 januari 2021 i en 2–0-förlust mot Chelsea, där han i den 76:e minuten blev inbytt mot Robbie Brady.
Den 1 juli 2021 lånades Mumbongo ut till League One-klubben Accrington Stanley på ett låneavtal över säsongen 2021/2022. Den 28 juli 2022 värvades Mumbongo av Tranmere Rovers, där han skrev på ett ettårskontrakt.
I september 2023 värvades Mumbongo av skotska Hamilton Academical, där han skrev på ett ettårskontrakt. Den 1 februari 2024 lånades Mumbongo ut till Queen of the South på ett låneavtal över resten av säsongen 2023/2024. I juli 2024 skrev han på ett ettårskontrakt med Dumbarton.

## Friidrott
2013 slog Mumbongo Örgryte IS rekord i höjdhopp P14, som då Patrik Sjöberg hade, genom att hoppa 1.92 på Råslätts IP i Jönköping.